# 토흐티 툰야즈
토흐티 툰야즈(중국어 간체자: 吐赫提•土亚兹, 정체자: 吐赫提·土亞茲, 병음: Tǔhètí Tǔyāzī 투허티 투야쯔[*], 1959년 10월 1일 ~ ) 또는 토흐티 무자르트(위구르어: توختى تۇنىياز)는 위구르족 역사학자로써 동투르키스탄 독립운동에 가담한 혐의로 중국 당국에 의하여 구금당한 위구르인이다. 그는 베이징의 민족중앙연구원의 역사학과를 졸업하였고, 도쿄 대학에서 박사 학위 과정 도중에 연구를 위하여 1998년 중국 신장을 방문하는 중에 체포되었다.